# Pavlice (okres Trnava)
Pavlice jsou obec na Slovensku v okrese Trnava. Nachází se v severní části Podunajské nížiny asi 15 km od města Trnava.

## Zajímavosti
- římskokatolický kostel svatého Mikuláše z roku 1692.

## Osobnosti
- Anton Rašla (1911 – 2007), slovenský vojenský prokurátor a právník, poslanec Slovenské národní rady